# Richard von Mises
Richard Edler von Mises (Lemberg, 19 de abril de 1883-Boston, 14 de julio de 1953) fue un físico y matemático austríaco que trabajó en Mecánica de sólidos deformables, mecánica de fluidos, aerodinámica, estadística y teoría de la probabilidad. Fue el hermano más joven del economista Ludwig von Mises de la Escuela Austríaca de economía.

## Semblanza
Von Mises fue profesor de las universidades de Berlín y Harvard, entre otras. A partir del estudio del comportamiento de las frecuencias relativas, formalizó la definición de la probabilidad tal y como se conoce hoy en día. En mecánica del sólido deformable dio una interpretación de la fractura a partir de energía elástica (Criterio de Von Mises) que sustituyó al más tosco Criterio de Tresca. Da también nombre a la tensión de Von Mises, una medida escalar de dicha energía.

## Algunas publicaciones

### Libros
- Richard von Mises, Philipp Frank, Heinrich Weber, Bernhard Riemann, Die Differential- und Integralgleichungen der Mechanik und Physik, 1925, 1930

- Richard von Mises, Wahrscheinlichkeitsrechnung und ihre Anwendungen in der Statistik und theoretischen Physik, 1931

- Richard von Mises, The critical external pressure of cylindrical tubes under uniform radial and axial load, (tradujo Kritischer Außendruck zylindrischer Rohre, 1917), U.S. Experimental Model Basin, Navy Yard, 1933

- Richard von Mises, P. Frank, H. Weber e B. Riemann,  Die Differential- und Integralgleichungen der Mechanik und Physik, 2ª ed. 2 vols. N. York, Mary S. Rosenberg, 1943

- Richard von Mises, William Prager e Gustav Kuerti, Theory of Flight, N. York, McGraw-Hill, 1945

- Richard Von Mises, Rilke in English: A tentative bibliography, The Cosmos Press, 1947

- Richard von Mises, Notes on mathematical theory of compressible fluid flow, Harvard Univ. Graduate School of Engineering, 1948

- Richard von Mises, On Bergman's integration method in two-dimensional compressible fluid flow, Harvard Univ. Graduate School of Engineering, 1949

- Richard von Mises, On the thickness of a steady shock wave, Harvard Univ. Dept. of Engineering, 1951

- Presented to Richard von Mises by Friends, Colleagues and Pupils, Studies in Mathematics and Mechanics, N. York, 1954

- Richard von Mises, Positivism: A Study in Human Understanding, G. Braziller, 1956. ISBN 0-486-21867-8 (Paperback, Dover, 1968 ISBN 0-486-21867-8)

- Richard von Mises, Mathematical Theory of Compressible Fluid Flow Archivado el 4 de noviembre de 2005 en Wayback Machine.. N. York, Academic Press, 1958

- Richard von Mises, Theory of Flight, Nova Iorque, Dover, 1959. ISBN 0-486-60541-8

- Richard von Mises, Selected Papers of Richard von Mises, 2 vols. AMS, Rhode Island, 1963, 1964

- Richard von Mises, Mathematical Theory of Probability and Statistics, N. York, Academic Press, 1964

- Richard von Mises, Probability and Statistics, General, Am. Mathematical Soc. 1964

- Heinrich Sequenz ed. 150 Jahre Technische Hochschule in Wien. 1815–1965, Festschrift en 3 vols. Springer Verlag, Viena, N. York, 1965

- Richard von Mises, Kurt Otto Friedrichs, Fluid Dynamics, N. York : Springer-Verlag, 1971. ISBN 0-387-90028-4

- M. Pinl e L. Furtmüller, Mathematicians under Hitler, En: Year Book XVIII of the Leo Baeck Institute, Londres, 1973

- Richard von Mises, Theodore Von Karman, Advances in Applied Mechanics, Academic Press, 1975. ISBN 0-12-002015-7

- W. Roeder, H. A. Strauss, International Biographical Dictionary of Central European Émigrés 1933–1945, Saur, Mínich, N. York, Londres, Paris, 1980–1983

- Richard von Mises, Probability, Statistics and Truth, 2ª rev. inglés ed. N. York, Dover, 1981. ISBN 0-486-24214-5

- Richard von Mises, Kleines Lehrbuch des Positivismus. Einführung in die empiristische Wissenschaftsauffassung, Suhrkamp, 1990. ISBN 3-518-28471-1

- Richard von Mises, Wolfgang Gröbner, Wolfgang Pauli, Österreichische Mathematik und Physik, Die Zentralbibliothek, 1993. ISBN 3-900490-03-1

- Robert Winter, Das Akademische Gymnasium in Wien. Vergangenheit und Gegenwart, Viena, Colonia, Weimar, 1996

- R. Siegmund-Schultze, Mathematiker auf der Flucht vor Hitler. Quellen und Studien zur Emigration einer Wissenschaft, Braunschweig e Wiesbaden, Vieweg, 1998.